# 松本祥枝
松本 祥枝（まつもと さちえ、1976年8月16日 - ）は、日本のキャリア・コンサルタント。エキリーブル代表。

## 人物
大阪府出身。特定非営利活動法人日本キャリア開発協会会員／CDA（キャリア・ディベロップメント・アドバイザー）。
大阪府緊急就労・生活相談センター「サポートネットOSAKA」、京都府総合就業支援拠点「京都ジョブパーク」、京都府大学新卒者等就職支援事業「京都学生等就職支援プロジェクト」相談員を務めている。

## 経歴
大阪府大阪市出身。大阪府立天王寺高等学校を経て、神戸学院大学法学部卒業。2001年に広告代理業の株式会社アドウェイズ（東証マザーズ：2489）を現社長の岡村陽久と共同設立。現在のアフィリエイトの基となる成功報酬型広告（アクション課金型広告）をスタートさせる。その他、教育、IR支援、イベント運営、大学生就職支援などを経て、2010年にキャリア・コンサルタントとして独立。